# سورینه (خواننده)
سورینه (به انگلیسی: Séverine) (زاده ۱۰ اکتبر ۱۹۴۸) خوانندهٔ فرانسوی است.
او در سال ۱۹۷۱ به نمایندگی از موناکو در مسابقه یوروویژن شرکت کرد و برنده شد.